# Bobsleigh als Jocs Olímpics d'Hivern de 1956 - Dos homes
Als Jocs Olímpics d'Hivern de 1956 celebrats a la ciutat de Cortina d'Ampezzo (Itàlia) es disputà una prova de bobsleigh de dos homes, que juntament amb la prova de quatre homes formà part del programa oficial de bobsleigh de l'any 1956. La competició tingué lloc entre els dies 27 i 28 de gener de 1956 a les instal·lacions de Lo Stadio della neve.

## Comitès participants
Hi participaren un total de 50 competidors de 14 comitès nacionals diferents.
| - Alemanya (4) - Àustria (4) - Bèlgica (2) - Espanya (2) - Estats Units (4) - França (4) - Itàlia (4) |  | - Liechtenstein (2) - Noruega (4) - Polònia (4) - Regne Unit (4) - Romania (4) - Suècia (4) - Suïssa (4) |

## Resum de medalles
| Or                                                    | Argent                                         | Bronze                                       |
| Itàlia · Itàlia ILamberto Dalla Costa · Giacomo Conti | Itàlia · Itàlia IIEugenio Monti · Renzo Alverà | Suïssa · Suïssa IMax Angst · Harry Warburton |

## Resultats
| Posició | Equip                           | Competidors                             | Ronda 1 | Ronda 2 | Ronda 3 | Ronda 4 | Final   |
| ------- | ------------------------------- | --------------------------------------- | ------- | ------- | ------- | ------- | ------- |
| 1       | Itàlia · Itàlia I               | Lamberto Dalla Costa Giacomo Conti      | 1:22.00 | 1:22.45 | 1:22.95 | 1:22.74 | 5:30.14 |
| 2       | Itàlia · Itàlia II              | Eugenio Monti Renzo Alverà              | 1:22.73 | 1:22.53 | 1:23.37 | 1:22.82 | 5:31.45 |
| 3       | Suïssa · Suïssa I               | Max Angst Harry Warburton               | 1:24.71 | 1:23.81 | 1:24.27 | 1:24.67 | 5:37.46 |
| 4       | Espanya · Espanya I             | Alfonso de Portago Vicente Sartorius    | 1:24.81 | 1:23.77 | 1:24.03 | 1:24.99 | 5:37.60 |
| 5       | Estats Units · USA I            | Waightman Washbond Piet Biesiadecki     | 1:24.82 | 1:24.15 | 1:24.78 | 1:24.41 | 5:38.16 |
| 6       | Estats Units · USA II           | Arthur Tyler Edgar Seymour              | 1:25.41 | 1:23.77 | 1:24.44 | 1:26.46 | 5:40.08 |
| 7       | Suïssa · Suïssa II              | Franz Kapus Heinrich Angst              | 1:24.74 | 1:24.50 | 1:24.70 | 1:26.17 | 5:40.11 |
| 8       | Alemanya · Alemanya II          | Andreas Ostler Hans Hohenester          | 1:24.63 | 1:24.89 | 1:25.07 | 1:25.54 | 5:41.34 |
| 9       | Alemanya · Alemanya I           | Hans Rösch Lorenz Nieberl               | 1:26.92 | 1:24.08 | 1:25.21 | 1:25.13 | 5:41.34 |
| 10      | Regne Unit · Regne Unit II      | Stuart Parkinson Christopher Williams   | 1:25.63 | 1:24.53 | 1:26.73 | 1:25.94 | 5:42.83 |
| 11      | Regne Unit · Regne Unit I       | Clifford Schellenberg John Rainforth    | 1:24.52 | 1:26.57 | 1:25.88 | 1:26.39 | 5:43.36 |
| 12      | Àustria · Àustria I             | Paul Aste Heinrich Isser                | 1:26.32 | 1:25.82 | 1:26.61 | 1:25.22 | 5:43.97 |
| 13      | Bèlgica · Bèlgica I             | Marcel Leclef Albert Casteleyns         | 1:27.30 | 1:25.93 | 1:25.60 | 1:25.98 | 5:44.81 |
| 14      | Romania · Romania I             | Heinrich Enea Mărgărit Blăgescu         | 1:26.51 | 1:26.83 | 1:26.44 | 1:26.44 | 5:46.22 |
| 15      | Àustria · Àustria II            | Karl Wagner Adolf Tonn                  | 1:26.15 | 1:27.06 | 1:26.73 | 1:26.35 | 5:46.29 |
| 16      | Polònia · Polònia II            | Stefan Ciapała Aleksander Habala        | 1:27.70 | 1:26.49 | 1:26.24 | 1:25.92 | 5:46.35 |
| 17      | Suècia · Suècia I               | Olle Axelsson Tryggve Sundström         | 1:27.15 | 1:27.82 | 1:26.01 | 1:25.67 | 5:46.65 |
| 18      | Romania · Romania II            | Constantin Dragomir Gheorghe Moldoveanu | 1:27.22 | 1:26.42 | 1:27.57 | 1:28.95 | 5:50.16 |
| 19      | Polònia · Polònia I             | Aleksy Konieczny Zbigniew Skowroński    | 1:27.21 | 1:27.23 | 1:27.87 | 1:28.54 | 5:50.85 |
| 20      | Noruega · Noruega II            | Arne Røgden Odd Solli                   | 1:27.57 | 1:26.90 | 1:28.81 | 1:29.05 | 5:52.33 |
| –       | Noruega · Noruega I             | Reidar Alveberg Arnold Dyrdahl          |         |         |         |         | NF      |
| –       | Suècia · Suècia II              | Sven Erbs Walter Aronson                |         |         |         |         | NF      |
| –       | França · França I               | André Robin Lucien Grosso               |         |         |         |         | NF      |
| –       | França · França II              | André Donnert Serge Giacchini           |         |         |         |         | NF      |
| –       | Liechtenstein · Liechtenstein I | Moritz Heidegger Weltin Wolfinger       |         |         |         |         | NF      |

NF: no finalitzà